# Brattsele
Brattsele är ett mindre samhälle cirka tre mil norr om Junsele. Byn hade något dussin bofasta till slutet av 1990-talet, men är nu obebodd. Namnet Brattsele fick byn i början av 1900-talet, innan dess kallades området för Svinåsen. I Brattsele finnes ett kraftverk, Hällby kraftverk. När detta byggdes, dränktes området där byn Hällby tidigare låg i Hällbymagasinet.